# Berthold Van Muyden
Pour les articles homonymes, voir Van Muyden.
Berthold Van Muyden, né le 15 juin 1852 à Bonmont et mort le 19 avril 1912 à Lausanne, est un avocat, historien et une personnalité politique vaudoise.

## Biographie
Berthold Van Muyden fait des études de droit à Lausanne et Leipzig qui le conduisent à la licence puis au brevet d'avocat. Rentier, il n'exercera guère, bien que régulièrement inscrit au barreau vaudois. 
Libéral élu au Conseil communal en 1891, Berthold van Muyden devient municipal en 1893 et le restera jusqu'en 1897. Il s'oppose à la construction du Palais de Rumine au Chemin-Neuf, appelant à un édifice plus modeste et construit ailleurs. Avec Louis Bezencenet, il relayera les oppositions au projet Rumine par son rapport de minorité de décembre 1893. Comme Conseiller municipal, Berthold Van Muyden est chargé aussi des questions d'approvisionnement en eau et en énergie de la ville, il impose l'adduction d'eau du pays d'Enhaut et l'utilisation de la force du Rhône. Il est choisi comme remplaçant du syndic Samuel Cuénoud, démissionnaire en été 1897, mais il n'est pas maintenu à cette fonction aux élections suivantes. Il sera néanmoins élu en 1900 et à ce titre il présidera les festivités à l'inauguration du Palais du Rumine, oubliant à cette occasion ses réticences antérieures. 
À côté de sa carrière politique, Berthold Van Muyden mène des travaux de vulgarisation historique, tels que La Suisse sous le pacte de 1815 (1890-1892), l' Histoire de la nation suisse (1896-1899). En 1906, il publie avec d'autres auteurs et sous l'égide de la municipalité lausannoise, Lausanne à travers les âges, ouvrage de propagande touristique richement illustré où le nouveau Palais de Rumine tient une place de choix. Rédacteur de l'article "Lausanne" pour le Dictionnaire historique vaudois, il en tirera les Pages d'histoire lausannoise en 1911, ouvrage lourdement marqué de ressentiment anti-bernois. Il collabore aussi à l'Album lacustre d'Arnold Morel-Fatio qui fait le point sur les recherches archéologiques. De 1890 à 1912, Berthold Van Muyden préside la Société d'histoire de la Suisse romande. Il sera élevé au rang de docteur honoris causa par l'Université de Genève en 1909. 

## Sources
- « Berthold Van Muyden », sur la base de données des personnalités vaudoises sur la plateforme « Patrinum » de la Bibliothèque cantonale et universitaire de Lausanne.
- Dossier ATS/ACV
- Avant-projet de l'édifice de Rumine : rapports de la minorité de la Commission composée de MM. L. Bezencenet et B. Van Muyden, Lausanne, 1893
- Bulletin officiel du Conseil communal de Lausanne, 1893, p. 538 ss
- Marc Kiener, Dictionnaire des professeurs de l'Académie de Lausanne (1537-1890), Lausanne, 2005, p. 566-567
- photographie de Oscar Welti, Patrie suisse, 1897, no 101, p. 186